# لوئیس هوبرچتس
لوئیس هوبرچتس (انگلیسی: Louis Huybrechts; ۲۱ فوریهٔ ۱۸۷۵ – تاریخ ورودی نامعتبر است) قایقران، و قایقران قایق بادبانی اهل بلژیک بود.